# Северное Приазовье
Се́верное Приазо́вье (укр. Північне Приазов'я) — историко-географическая область, расположенная на юге Восточно-Европейской равнины, на территории современных России и Украины.

## История
- Древнейшая история Северного Приазовья

## Общее описание
Большую часть Северного Приазовья занимает Украина: города Мариуполь, Мелитополь, Бердянск, Токмак, Орехов; Мариупольский, Новоазовский, Тельмановский, Бердянский, Мелитопольский и Генический районы.
Российская часть: юго-западные районы Ростовской области, включающие в себя Неклиновский район, Мясниковский район, Матвеево-Курганский район, а также города областного подчинения Азов, Батайск, Таганрог и Ростов-на-Дону.
В Северном Приазовье — крупнейшая металлургическая база Украины — город Мариуполь с металлургическими комбинатами имени Ильича, Азовсталь, выпускающая более одной трети украинского агломерата, чугуна, стали, готового проката, 12 % кокса, 6 % стальных труб. В городе Бердянск находится кабельный завод «Азовкабель» и химическое предприятие «Азмол».
Развит также транспорт — в Северном Приазовье имеется несколько крупных морских портов: Мариупольский, Бердянский, Таганрогский, Генический. Во всех крупных города региона присутствует железнодорожный транспорт. В Ростове-на-Дону и Мариуполе функционируют аэропорты.
Развитое сельское хозяйство, пищевая промышленность, рыболовство.

### Население
Население всех административных районов Украины, прилегающих северу Азова суммарно составляет 1,3 млн жителей. Более половины из них составляют жители Мариуполя, Бердянска и Мелитополя. Большинство населения Северного Приазовья — украинцы. В российской части региона — русские. Так же имеются поселения болгар, греков и крымских татар.

## Крупнейшие курортные населённые пункты
- Мариуполь (а также прилегающие к городу курортные посёлки: Мелекино, Ялта (Мангушский район), Белосарайская коса, Седово, Юрьевка, Урзуф и др.)
- Бердянск (Запорожская область)
- Геническ (Херсонская область)
- Кирилловка (Запорожская область)
- Новоазовск (Донецкая область)
- Приморск (Запорожская область)
- Степановка-Первая (Запорожская область)
- Новопетровка (Запорожская область)
- Таганрог (Ростовская область)

### Греческие поселения
В скобках — год основания
- Румейские поселения в Северном Приазовье:
  - Сартана (1779), посёлок городского типа,
  - Ялта (Донецкая область) (1770 или 1780), посёлок городского типа,
  - Урзуф (1779), село,
  - Стыла (1779), село,
  - Чердаклы (Кременевка или Кременёвка, 1779), село,
  - Малоянисоль (1780), село,
  - Каракуба (Раздольное, 1780), село,
  - Чермалык (в (в 1946‒2000 г. — Заможное, 1779), село,
- Урумские поселения в Северном Приазовье:
  - Мангуш (1779), посёлок городского типа,
  - Старобешево (1779), посёлок городского типа,
  - Старый Крым (Донецкая область) (1779), посёлок городского типа,
  - Карань (Гранитное 1780), село,
  - Богатырь (1799), село,
  - Георгиевка (1779), село,
  - Комар (1779), село,
  - Старомлиновка (Керменчик, 1779), село,
  - Константинополь (1779), село,
  - Старая Ласпа (1782), село,
  - Улаклы (1779), село,
- Смешанные поселения в Северном Приазовье:
  - Мариуполь (1778), город,
  - Великая Новосёловка (1779), посёлок городского типа,